# Elmer (Oklahoma)
Elmer es un pueblo ubicado en el condado de Jackson en el estado estadounidense de Oklahoma. En el año 2010 tenía una población de 96 habitantes y una densidad poblacional de 87,27 personas por km².

## Geografía
Elmer se encuentra ubicado en las coordenadas 34°28′48″N 99°21′10″O / 34.48000, -99.35278 (34.479963, -99.352749).

## Demografía
Según la Oficina del Censo en 2000 los ingresos medios por hogar en la localidad eran de $35,208 y los ingresos medios por familia eran $35,208. Los hombres tenían unos ingresos medios de $18,750 frente a los $14,167 para las mujeres. La renta per cápita para la localidad era de $15,165. Alrededor del 9.3% de la población estaban por debajo del umbral de pobreza.